# Cilliers Breytenbach
Cilliers Breytenbach (* 19. Juni 1954 in Lydenburg) ist ein südafrikanischer evangelischer Theologe und Hochschullehrer für Neues Testament.

## Leben
Breytenbach studierte Klassische Philologie, Philosophie, Pädagogik und evangelische Theologie an der Universität Pretoria (1973–1978). Nach der Promotion (summa cum laude) in Evangelischer Theologie an der Ludwig-Maximilians-Universität München (1983) lehrte er als Associate Professor für Neues Testament an der University of South Africa (1985–1988). Nach der Habilitation im Fach Neues Testament an der Ludwig-Maximilians-Universität München (1986) wechselte er als Universitätsprofessor für Neues Testament und frühe Kirchengeschichte an der Ludwig-Maximilians-Universität München (1988–1990). 1990 bis 1997 war er außerordentlicher Professor für Neues Testament an der Universität Pretoria. Ebenso wurde er 1990 ordentlicher Professor für Neues Testament an der Kirchlichen Hochschule Berlin und Direktor des Instituts für Urchristentum und Antike. Unter seinem Rektorat (1992–1993) fusionierte die KiHo im Juni 1993 mit der Theologischen Fakultät der Humboldt-Universität zu Berlin.
In diesem Rahmen wurde Breytenbach 1993 als Universitätsprofessor für Neues Testament mit dem Schwerpunkt Religions-, Literatur- und Zeitgeschichte des Urchristentums an der Humboldt-Universität zu Berlin berufen, wo er bis zu seinem Ruhestand Ende September 2019 Neues Testament lehrte. Er leitete das Institut für Christentum und Antike, in dessen Rahmen sich Jens Schröter, Christine Gerber, David S. du Toit, Christiane Zimmermann, Bärbel Bosenius und Christina Eschner für das Fach Neues Testament habilitierten. Unter seinem ersten Dekant (1994–1995, ein zweites folgte 2015–2016) wurden die Studien-, Prüfungs- und Geschäftsordnungen der Fakultät dem Berliner Hochschulgesetz angeglichen und wurde das Kollegium aus Ost- und West-Berlin zusammengeführt. Seit 2003 ist er zeitgleich außerordentlicher Professor für New Testament and Ancient Studies an der Stellenbosch University. Seit 2007 ist er Hauptherausgeber der Zeitschrift Novum Testamentum. 2011 gründeten er und Therese Fuhrer im Rahmen des Exzellenzclusters 264 TOPOI die Berlin Graduate School of Ancient Studies (BerGSAS) an der Freien Universität und Humboldt-Universität zu Berlin. Er leitete sie für HU von 2011 bis September 2020. 2013 war er Präsident des Colloquium Biblicum Louvaniense, 2016 Präsident des Colloquium Oecumenicum Paulinum, seit 2025 ist er Präsident der Studiorum Novi Testamenti Societas.
In der Forschung trug Breytenbach bei zur Geschichte der Wissenschaft vom Neuen Testament, zur Auslegung des Markusevangeliums, der Theologie des Paulus und der Geschichte des Christentums von den Anfängen bis in der Spätantike. Letzteres basiert neben der literarischen Überlieferung auch auf der von ihm initiierten Sammlung christlicher Inschriften im Griechischen (ICG).

## Schriften (Auswahl)
- Nachfolge und Zukunftserwartung nach Markus. Eine methodenkritische Studie. Zürich 1984, ISBN 3-290-12071-6.
- Versöhnung. Eine Studie zur paulinischen Soteriologie. Neukirchen-Vluyn 1989, ISBN 3-7887-1269-4.
- Paulus und Barnabas in der Provinz Galatien. Studien zu Apostelgeschichte 13f.; 16,6; 18,23 und den Adressaten des Galaterbriefes. Leiden 1996, ISBN 90-04-10693-6.
- Reconciliation, Grace, Concord. The Death of Christ in Graeco-Roman Metaphors. Leiden 2010, ISBN 978-90-04-18608-8.
- mit anderen: Inscriptiones Christianae Graecae. Berlin 2019, https://icg.uni-kiel.de doi:10.17171/1-8.
- mit Christiane Zimmermann: Early Christianity in Lycaonia and Adjacent Areas. From Paul to Amphilochius of Iconium. Leiden 2018, ISBN 978-90-04-35155-4.
- The Gospel of Mark as Episodic Narrative. Leiden 2020, ISBN 978-90-04-44333-4.
- Von Texten zu Geschichten. Aufsätze zur Konzeption und Geschichte der Wissenschaft vom Neuen Testament. Tübingen 2020, ISBN 978-3-16-159561-5
- mit Elli Tzavella: Early Christianity in Athens, Attica, and Adjacent Areas. From Paul to Justinian I (1st–6th cent. AD). Leiden 2022, ISBN 978-90-04-50960-3.
- als Hrsg.: Novum Testamentum. An International Quarterly for New Testament and Related Studies. Leiden 2007.
- als Hrsg.: Die Verwurzelung des Christentums im Judentum. Exegetische Beiträge zum christlich-jüdischen Gespräch. Ferdinand Hahn zum 70. Geburtstag. Neukirchen-Vluyn 1996, ISBN 3-7887-1577-4.